# کلاه‌پارچه‌ای خوشه‌ای
کلاه‌پارچه‌ای خوشه‌ای (نام علمی: Mycena inclinata) یا کلاه‌پارچه‌ای  پابلوطی گونه‌ای قارچ می‌باشد. کلاه یا چتر این قارچ زنگوله‌ای شکل و رنگ آن قهوه‌ای متمایل به قرمز است. اندازه قارچ تا ۴٫۵ سانتی متر می‌رسد. این قارچ قابل خوردن نیست.